# Marietta Kies
Marietta Kies (31 de diciembre de 1853 - 20 de julio de 1899) fue una filósofa y educadora estadounidense que perteneció a los hegelianos de San Luis. Fue la segunda mujer estadounidense en doctorarse en filosofía, después de May Gorslin Preston Slosson (1858-1943), y enseñó a tiempo completo en una universidad. : 17 

## Trayectoria
Marietta Kies nació en Killingly, Connecticut, la segunda de cinco hijas de Miranda Young y William Knight Kies. A pesar de ser  mujer en esa época, recibió una buena educación y se licenció en el Seminario de Mount Holyoke (1881), donde estudió de 1881 a 1882 y, tras dar clases en el Colorado College (1882-85), de nuevo de 1885 a 1891, filosofía de la mente y filosofía moral. Kies perteneció a los idealistas estadounidenses, un movimiento filosófico también conocido como hegelianos de San Luis porque comenzó en San Luis en la década de 1860, tras la aparición de las primeras traducciones e interpretaciones de filósofos alemanes como Hegel, Fichte y Schelling. : 17 Desde mediados de la década de 1880, estudió en primer lugar con William Torrey Harris en la Escuela de Filosofía Concord en Massachusetts. Durante este tiempo, editó las conferencias y ensayos de Harris sobre epistemología y metafísica bajo el título An Introduction to the Study of Philosophy (1889). Posteriormente estudió, por recomendación de Harris, en la Universidad de Michigan, donde estudió con George Sylvester Morris, Henry Carter Adams y John Dewey . En 1889, Kies se graduó y en 1891, con la tesis The Ethical Principle and Its Application in State Relations, obtuvo el doctorado.
De 1891 a 1892, Kies fue contratada por el Mills College de Oakland, California, para suceder a la presidenta Susan Tolman Mills. Sin embargo, Mills no estaba satisfecha con sus métodos de enseñanza y la despidió. Como le resultaba difícil encontrar trabajo como profesora universitaria, Kies, como era habitual entre los académicos de su época, se fue a estudiar a Europa. Pasó el curso 1892-1893 en Leipzig y Zurich, hasta que asumió el cargo de directora de escuela secundaria en Plymouth, Massachusetts, y finalmente enseñó filosofía en la Universidad Butler en Indiana de 1896 a 1899. : 141 
Kies murió de tuberculosis el 20 de julio de 1899, a la edad de 45 años en Pueblo, Colorado.

## Filosofía
Con The Ethical Principle and Its Application in State Relations (1892), su tesis doctoral y Institutional Ethics (1894), Kies publicó dos obras independientes de filosofía política en las que contrasta la "justicia" o egoísmo con la "gracia" o altruismo y sugiere cómo podrían complementarse en la sociedad. En esencia, el segundo libro era una nueva versión del primero, pero con algunas adiciones importantes sobre la escuela, la familia, la jurisdicción y el papel de la iglesia en la sociedad. Según Kies, tanto la justicia como la gracia tienen cabida en los procesos de toma de decisiones económicas y políticas, pero la gracia debería ocupar un lugar más central y ser aplicada también por el Estado. Como socialista cristiana, Kies fue una de los primeros defensores de los programas de bienestar destinados a combatir la pobreza.
Kies no fue una firme defensora de los derechos de las mujeres, pero también abordó los problemas de las mujeres en su trabajo. Actualizó la visión de Hegel sobre la familia afirmando la individualidad de las mujeres dentro del hogar, un lugar donde para Hegel la unidad, no la individualidad, es primordial. Dado que las mujeres ya estaban más involucradas en público a finales del siglo XIX, Kies no vio la necesidad de que las mujeres siguieran siendo privadas, subjetivas y plenamente comprometidas con el papel de esposas y madres. Sin embargo, Kies tampoco vio la necesidad de involucrar plenamente a las mujeres en la vida política y consideró que sólo deberían tener derecho a votar en áreas que creen que les afectan directamente (por ejemplo, educación, salud pública y legislación laboral). 

## Publicaciones

### Libros
- The Ethical Principle and its Application to State Relations. Island Press / Register Pub. Co., Ann Arbor 1892 (Tesis doctoral por la Universidad de Michigan 1891).
- Institutional Ethics. Allyn & Bacon, Boston 1894.

## Otras lecturas
- Rogers, Dorothy (27 de noviembre de 2020). «Marietta Kies on idealism and good governance». British Journal for the History of Philosophy 29 (2): 343-357. ISSN 0960-8788. doi:10.1080/09608788.2020.1828031.

- Datos: Q87347422